# Franz Marc

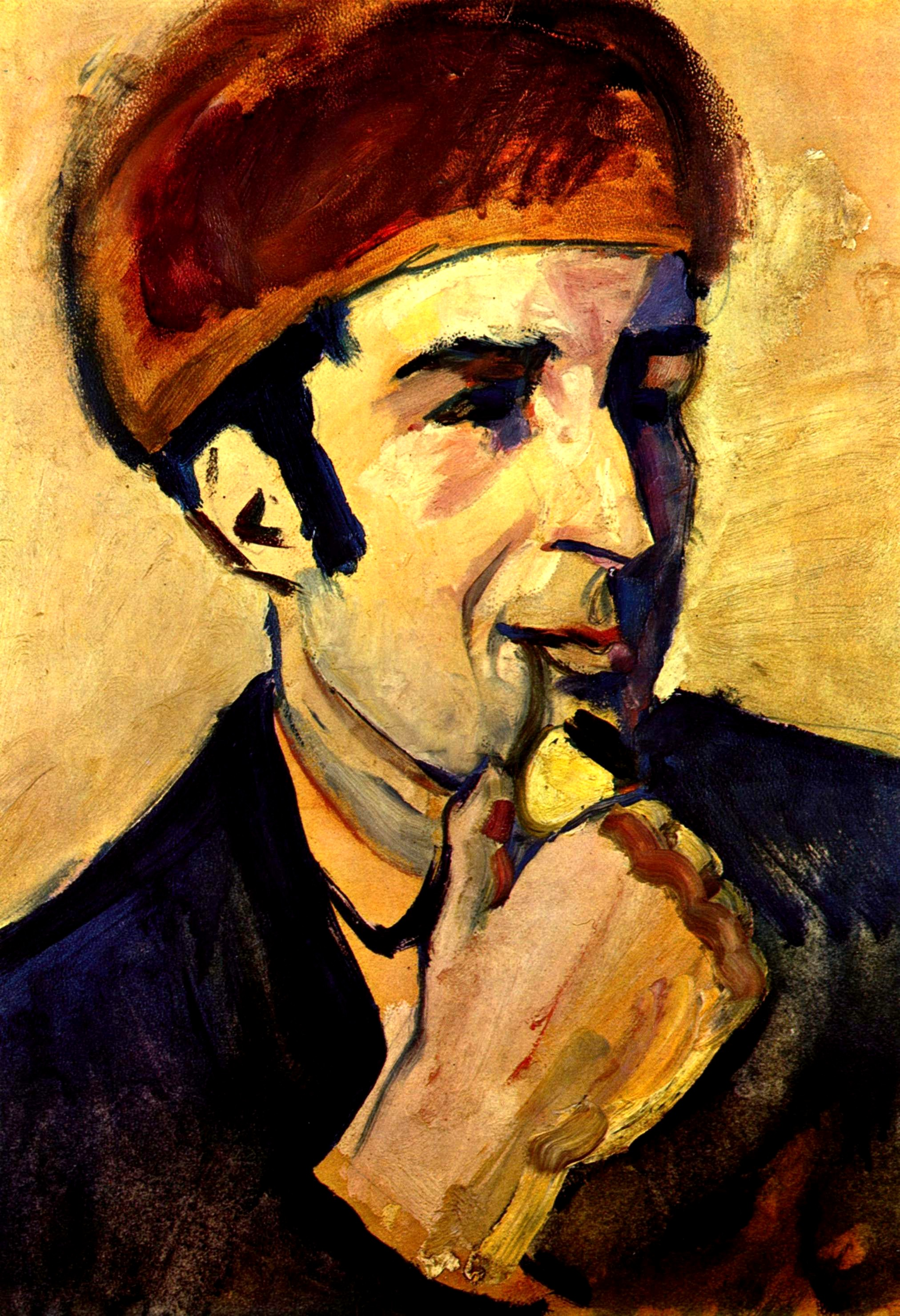
Chân dung của Franz Marc, vẽ bởi August Macke

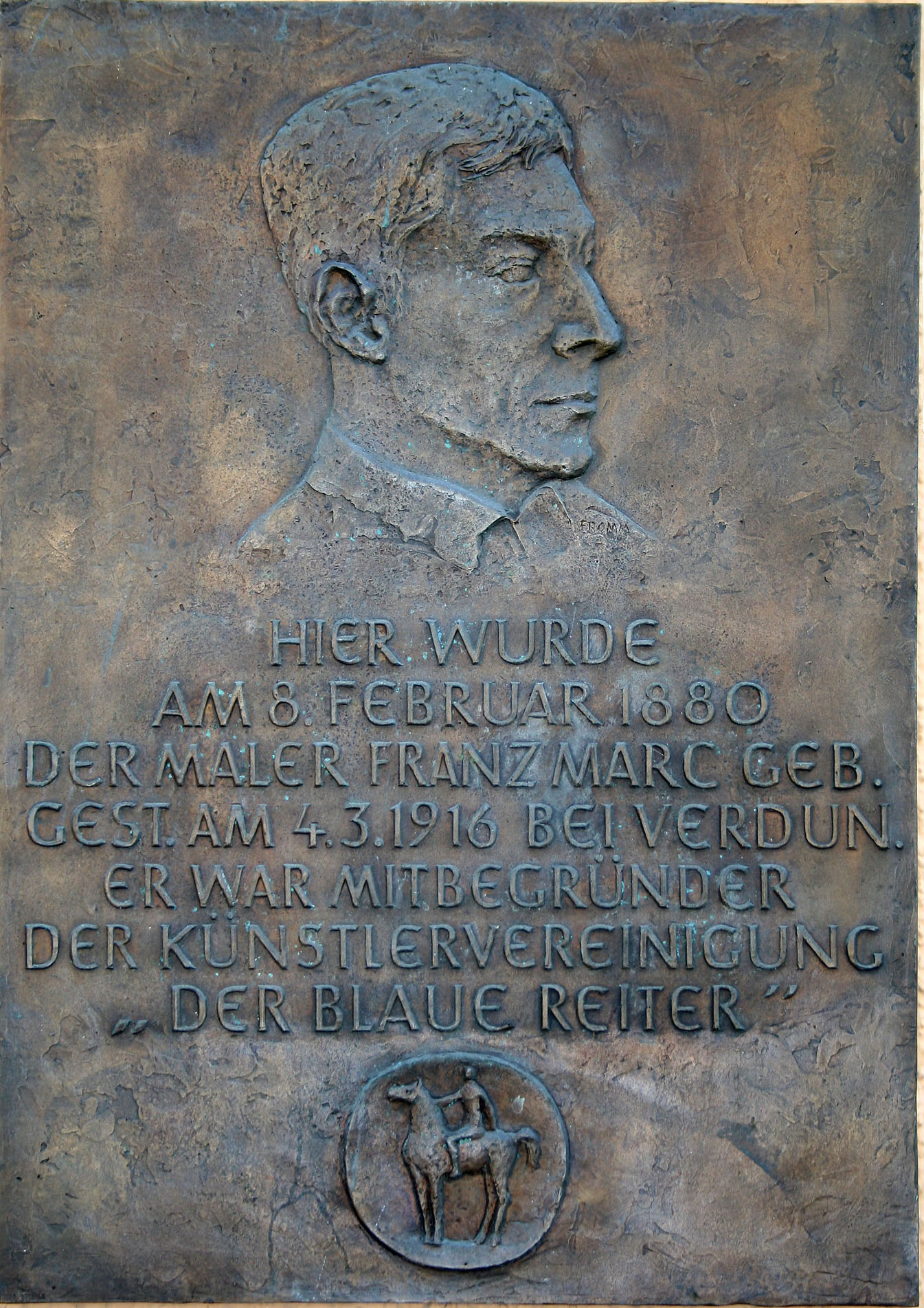
Franz Marc Geburtshaus

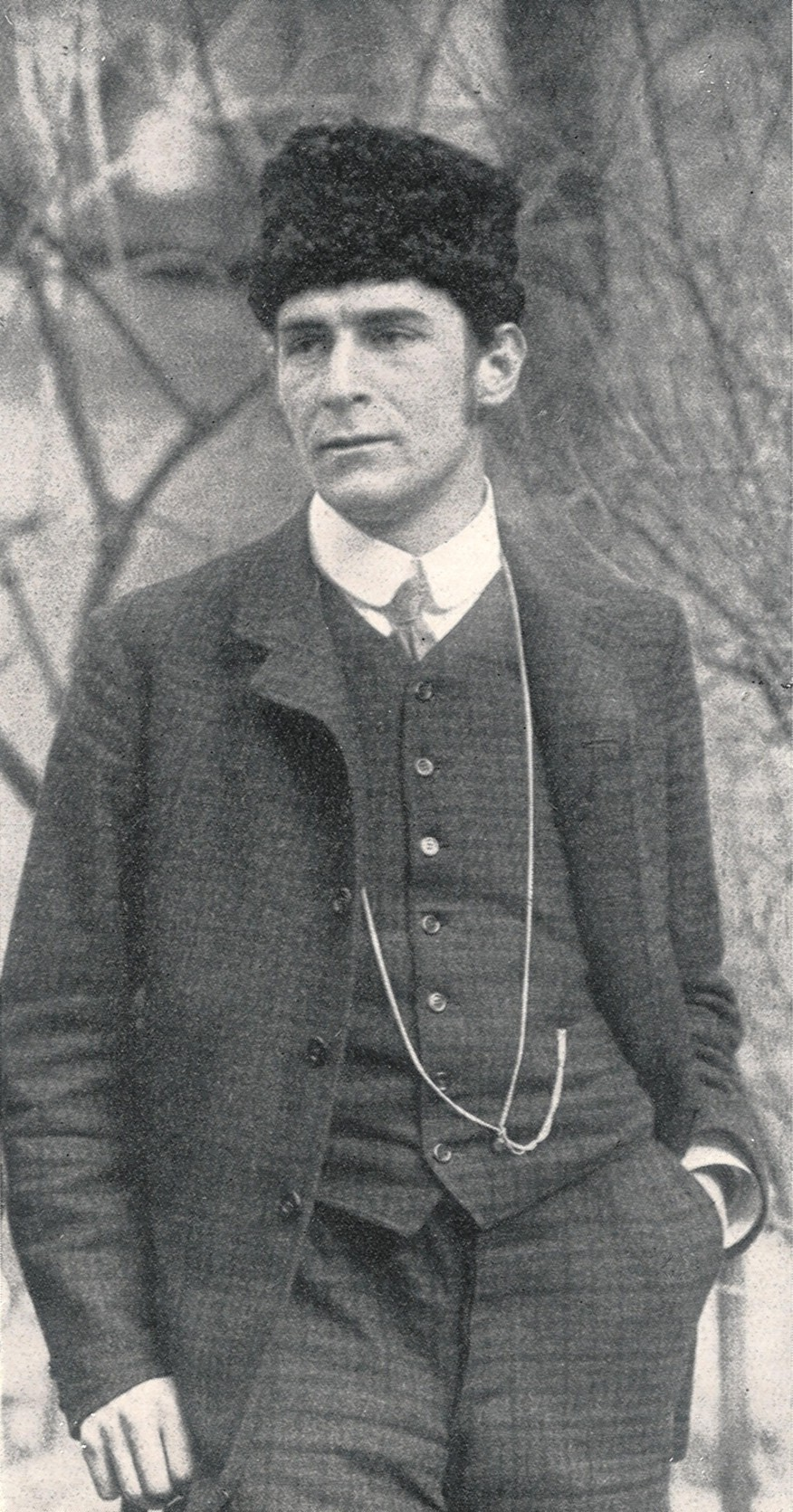
Franz Marc, 1910

Franz Marc (8 tháng 2 năm 1880 - 4 tháng 3 năm 1916) là một họa sĩ người Đức, đại diện nổi bật cho trường phái biểu hiện Đức. Cũng như August Macke, Wassily Kandinsky (Василий Васильевич Кандинский),... ông là thành viên của nhóm họa sĩ Kị mã xanh (Der Blaue Reiter).

## Tiểu sử
Franz Marc sanh năm 1880 tại München, lúc đó là thủ đô của vương quốc Bayern. Cha ông, Wilhelm, là một họa sĩ phong cảnh chuyên nghiệp. 1900, Marc bắt đầu học tại Cao đẳng nghệ thuật München, những thầy của ông gồm có Gabriel von Hackl và Wilhelm von Diez. Từ 1903 tới 1907, ông đã sống ở Pháp, đặc biệt ở Paris, viết thăm nhiều bảo tàng viện thành phố và bắt chước nhiều bức tranh, một phương cách cổ truyền giúp cho các nhà nghệ sĩ nghiên cứu và phát triển kỹ thuật. Ở Paris, Marc đi lại với các giới nghệ sĩ, và được làm quen với nữ kịch sĩ Sarah Bernhardt. Ông rất bị lôi cuốn bởi các tác phẩm của Vincent van Gogh.

## Những tác phẩm nổi bật

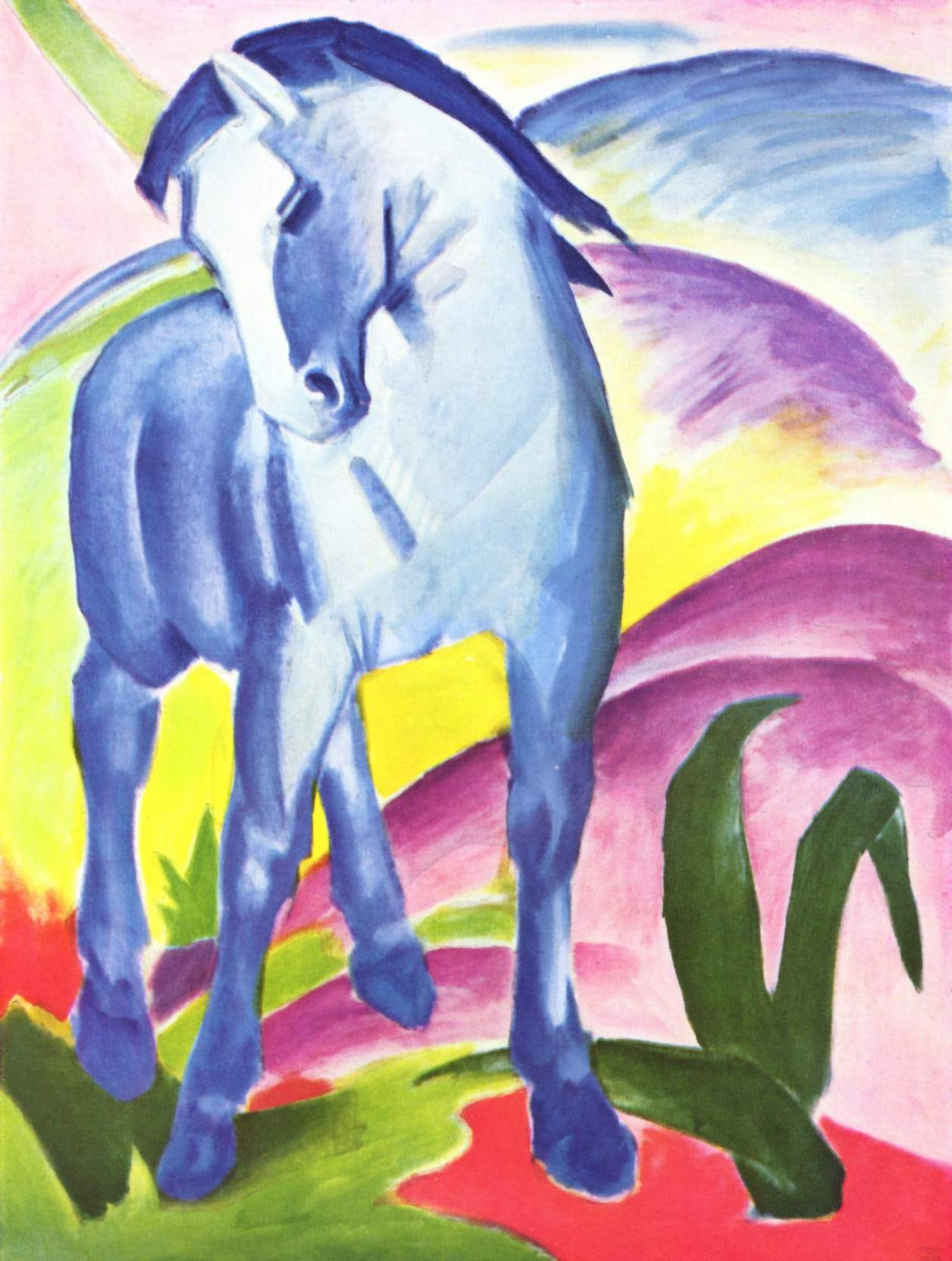
Blaues Pferd I (Con ngựa xanh I; 1911)
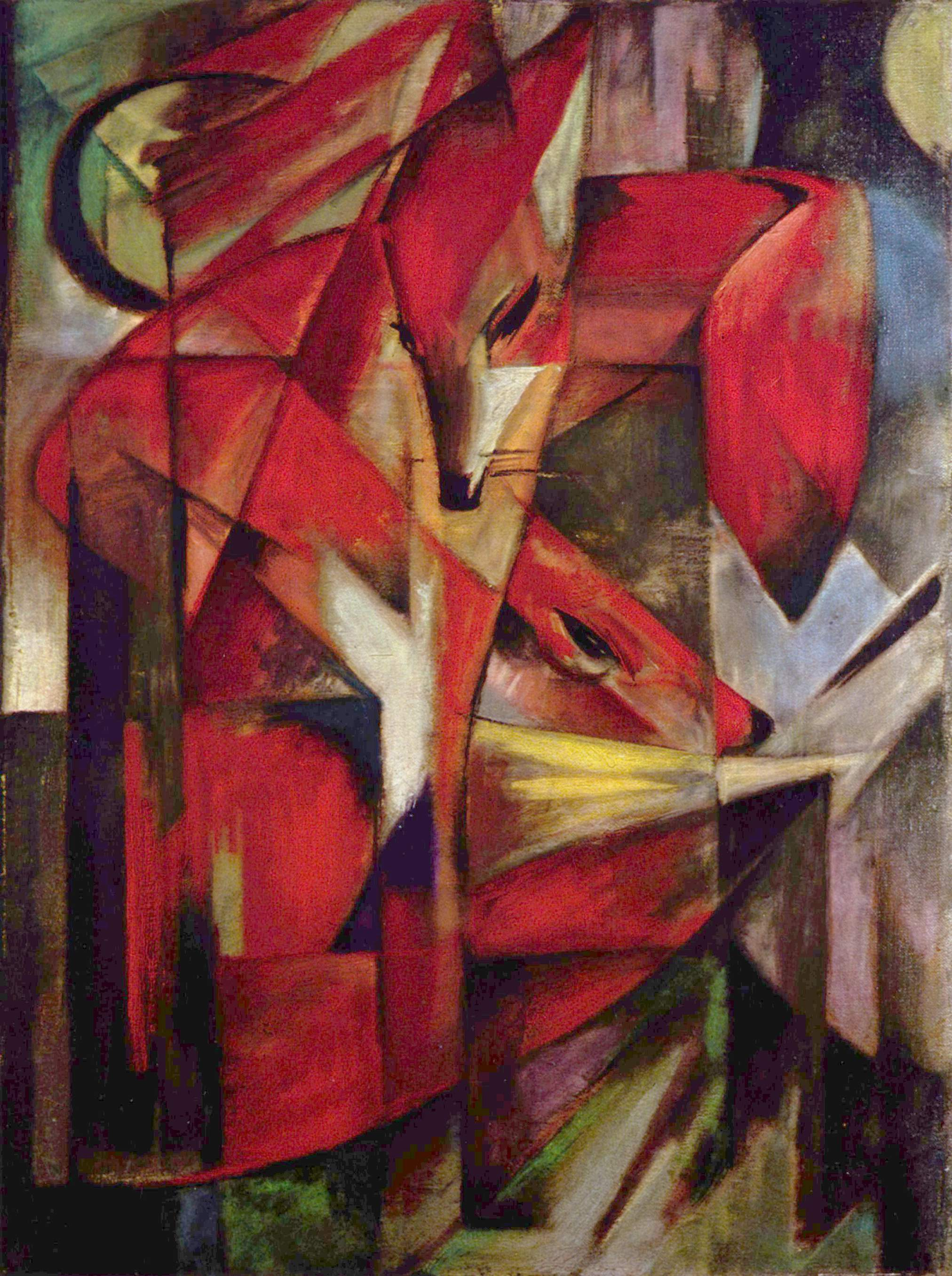
Những chiếc lá. 1913
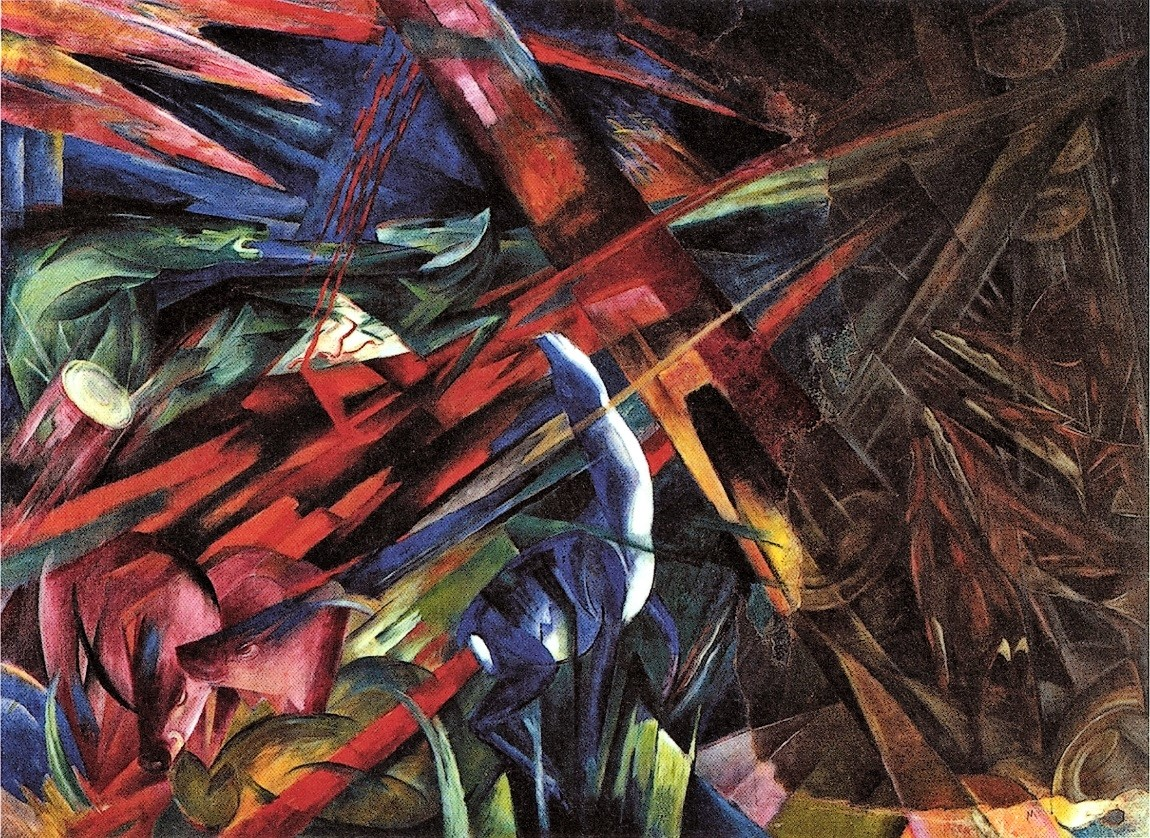
Tierschicksale (Số phận loài vật; 1913)
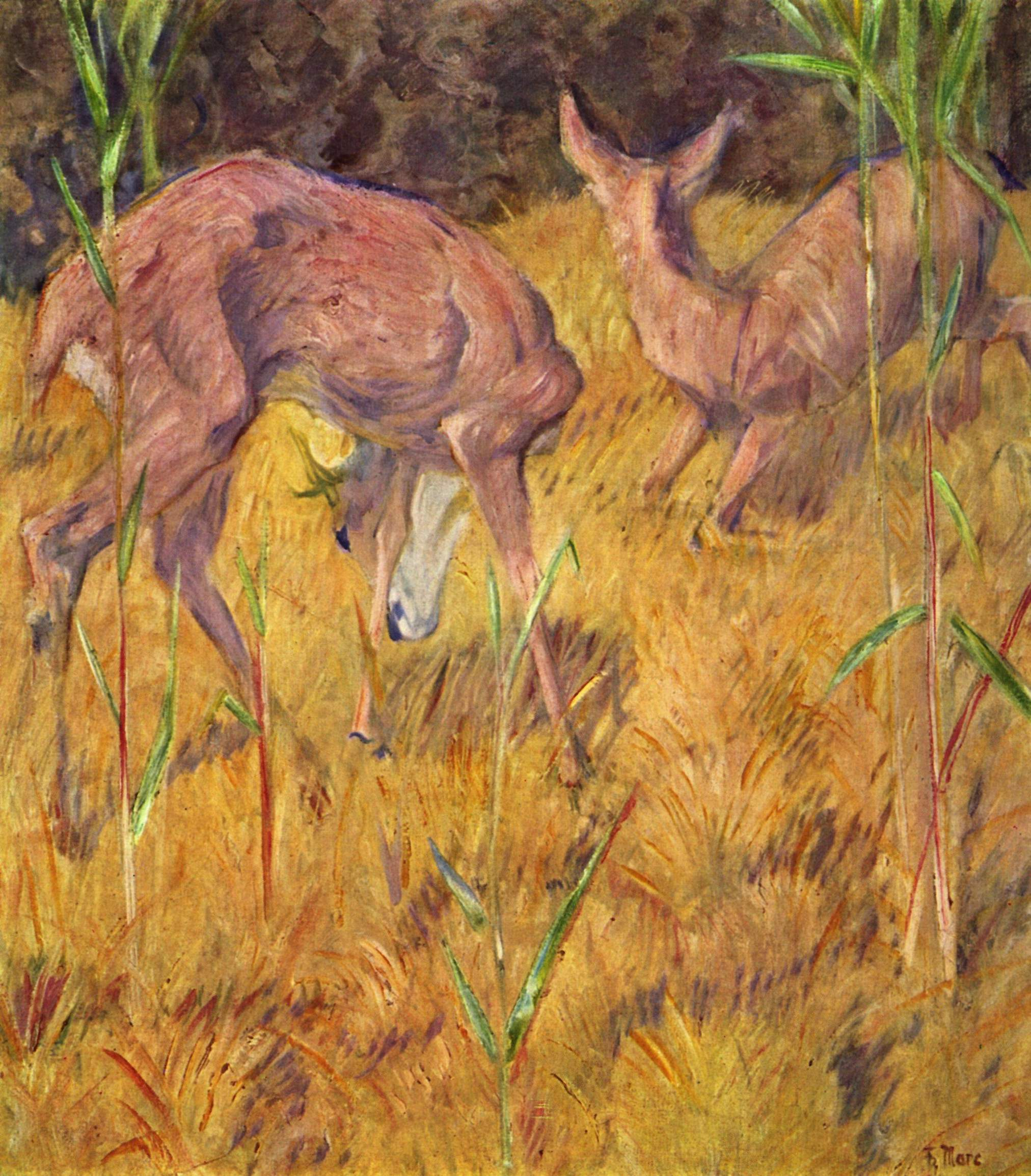
Con hoẵng trong bụi lau. 1909.